# Waleri Sergejewitsch Popow (Schachspieler)
Waleri Sergejewitsch Popow (russisch Валерий Сергеевич Попов; beim Weltschachverband FIDE Valerij Popov; * 10. September 1974 in Leningrad) ist ein russischer Schachspieler und -trainer.

## Werdegang
Popow erlernte Schach als Fünfjähriger von seiner Schwester. Er wurde trainiert in der Schachschule im nördlichen Leningrader Rajon Kalinin. Sein erster Erfolg war eine geglückte Qualifikation für die Stadtmeisterschaft 1990 mit sechzehn Jahren.
Er wurde 1994 vom Weltschachbund zum internationalen Meister und 1999 zum Großmeister ernannt. Beim Russland-Cup 2001 in Kasan errang er den zweiten Platz punktgleich mit Waleri Filippow. 2001 und 2006 gewann er die Sankt Petersburger Stadtmeisterschaft. 2008 wurde er hinter Radosław Wojtaszek Zweiter bei der Schnellschach-Europameisterschaft in Warschau, 2018 gewann er die Schnellschach-EM in Skopje. Des Weiteren erzielte er folgende Ergebnisse: 1. Platz beim Bydgoszcz Open (2001), 1. Platz beim White Nights Festival in Sankt Petersburg (2001, 2008), 2. Platz mit einem halben Punkt Rückstand auf den Sieger Boris Gratschow beim 42. Internationalen Schachfestival (Meisteropen) in Biel (2009).
Vereinsschach spielte er in Russland unter anderem für Severstal Tscherepowez, TPS Saransk, Lentransgaz, SZAGS und Michail Tschigorin (die drei letztgenannten aus Sankt Petersburg). Mit Lentransgaz, Michail Tschigorin und TPS Saransk nahm er außerdem mehrfach am European Club Cup teil. Mit dem Sollentuna SK gewann er 2002, 2003, 2006 und 2007 die schwedische Mannschaftsmeisterschaft und nahm 2007 am European Club Cup teil. Georgischer Mannschaftsmeister wurde er im Jahr 2015 mit Samegrelo in Ureki, lettischer 2019 mit Termo Eko/RŠF in Riga.
Popow ist mit WGM Tatjana Moltschanowa (* 1980) verheiratet. Er ist als Jugendtrainer und Schachorganisator tätig. Zu seinen Schülern zählen Jewgeni Romanow, Alexander Schimanow, Daniil Lintschewski und Maxim Tschigajew.